# Тенотомија
Тенотомија је хируршка метода  која се користи у трауматологији и обухвата делимични или тоталнo резање једне или више тетива како би се кориговао мишићни дисбаланс. Како ова операција доводи до скраћења тетива, она смањењује напетост и деформацију изазивану хиперактивношћу мишића или спазмом удове, и њом се може кориговати деформација зглобова, код контрактура или, парезе након трауме. 

## Опште информације
Технике тенотомије варирају у зависности од стања тетиве која се мора резати, и могу бити:
Перкутана тенотомија — код које се кроз мали рез на кожи након директне визуелизације површинске тетиве, врши њено резање. Ова интервенција код одраслих може се обавити у локалној а код деце у општој анестезији.
Тенодеза — која се заснива на томе да се након резања тетива паралисаних мишића врши нова фиксација тетиве за кости. Користи се да држи сегмент екстремитета у функционално удобном положају.  Најчешће се користе у хируршком третману за опуштање стопала изазваног парезом након повреде кичмене мождине, бутног или фибуларног нерва.
Парцијална тенотомија — изводи се понекад у циљу продужавања тетиве, прављењем  два парцијална реза, једног у њеном  спољњем делу  и другог унутарашњег, без расецања  унутрашњости тетиве. Одвајањем један од другог крака тетиве дугог неколико сантиметара, уз очуваносст унутрашњости тетиве смањује се напетост и долази до њеног продужавања без губитка континуитета.
Ако треба лечити више зглобова (на пример, зглобове — колено и кук), тенотомија се најчешће изводи истовремено.
Заговорници тенотомије наводе да је ова процедура једноставнија за извођење, захтева мање времена, нема великох трошкове имплантације, захтева мање постоперативне физикалне терапије и омогућава бржи повратак редовним активностима.

## Индикације
Тенотомија се изводи како би се продужио мишић који се неправилно развио или се скратио и отпоран је на истезање, однсоно како би се продужила тетива, што омогућава мишићу да се врати на нормалну дужину и омогући зглобу да се исправи. 
Контрактура зглоба
Мишић може постати скраћен и отпорни на истезање када остане у скраћеном положају током више месеци. Када се то догоди, тетива која веже мишиће на кост може се услед неактивности скратити, а сам мишић може развити влакнасто нееластично ткиво у њему, спречавајући га да се истеже до пуног опсега покрета. Ова комбинација промена назива се контрактура. Контрактура се обично јавља код синдрома горњег моторног неурона и обично се развија:
- након повреде кичмене мождине,
- трауматска повреда мозга,
- можданог удара,
- мултипла склерозае,
- церебралне парализа,
- хронични бол или деформација костију
- неуромускуларних болести, укључујући мишићну дистрофије и полиомијелитис

Сви напред наведни узоци заправо су и главне индикације за примену тенотомије.
Сублуксација зглоба
Дегенерација једног мишића може омогућити супротстављеном мишићу да се снажно повуче зглоб, скраћивањем мишића. Када се један мишић повуче много јаче од свог супротног мишића, то може проузроковати делимичну дислоцирање зглоба, што се назива сублуксација. Тенотомија се такође спроводи да би се спречила или исправила сублуксација, посебно зглоба кука у церебралној парализи.

### Препорука
Тенотомија се обично препоручује само након што други третмани не успеју, или када брзина јављања и тежина контрактуре или прогресије сублуксације указују да ниједан други конзервативнији третман неће бити ефикасан. 
Агресивни програми истезања правовремено примењени могу понекад спречити или бар на одређени период одложити развој контрактуре.
Тенотомија се може изводи код новорођенчади са урођеним контрактурама, а код старијих пацијената који развијају контрактуре или сублуксације током неуромускуларне болести, синдрома горњег моторног неурона или других поремећаја нерава, праћених спазмом мишића.

## Припрема
Тестови који су обавезни и обављају се пре операције укључују:
- физикални преглед — којим се одређује обим покрета зглоба
- радиографију — како би се утврдило да ли постоји деформација кости која омета кретање или сублуксацију.

Пацијенти који подлежу општој анестезији добијају савет да не једу ништа минимум 12 часова пре процедуре.

## Начин извођења процедуре
Током тенотомије, тетива се пресеца у целости или делимично кроз претходно начињен рез на кожи (перкутана тенотомија) или кроз отворени хируршки рез (отворена тенотомија). Детаљи операције се разликују од врсте болести и различити су за сваку тетиву.
Приликом перкутаног продужавања нпр. Ахилове тетиве, кроз кожу се умеће танка оштрица да би се тетива пре расецања делимично одвојила на два или више места. Ова процедура се назива З-пластика, и веома је брза, захтева само неколико минута. Може се изводити под локалном анестезијом.
Озбиљнија контрактура може бити третирана отвореном процедуром. У овом случају, тетива се може одсећи по дужини, да би  потом крајеви спојили по дужини како би се формирала једна дужа тетива. Ова процедура траје око пола сата и обично с изводи под општом анестезијом.
Након тенотомије, пацијент може добити лекове против болова (почев од аспирина до интравенског морфина), у зависности од тежине бола. Ледена паковања у виду облога такође се могу применити, како би смањила оток и крварење. Пацијент, посебно деца, након интервенције, морају преноћити у болници након опште анестезије.
Пре наношења гипсане имобилизације, контрахирани мишић се мора растегнути до нормалног или скоро нормалне дужине. Гипсана фикација се у том положају носи све док тетива поново не зараст у својој проширеној дужини. Уместо гипса могу се применити и протезе, ортозе или удлаге.
Након интервенице и скидања имобилизације (обично након две до три седмице), прописује се интензивна физикална терапија за јачање мишића и одржавање исте дужине тетива.

## Прогноза
Правилно изведена тенотомија не носи ризик и смртност. Оперативни захват може проузроковати привремени бол и крварење, који се обично лако санирају.